# Samsung Galaxy A54 5G
Samsung Galaxy A54 5G je chytrý telefon řady A s operačním systémem Android od jihokorejské společnosti Samsung. Byl představen 15. března 2023, do prodeje pak vešel 24. března 2023.
Lze jej koupit ve dvou variantách velikosti úložiště a to 128 GB nebo 256 GB.

## Design
Samsung Galaxy A54 5G je dostupný ve čtyřech barvách: grafitová, bílá, zelená, fialová.